# Соперничество побережий
Соперничество между Восточным и Западным побережьями было враждой между артистами и фанатами хип-хопа Восточного побережья и хип-хопа Западного побережья в Соединённых Штатах, особенно с середины 1990-х годов. В центре вражды были рэпер Восточного побережья The Notorious B.I.G. (и его нью-йоркский лейбл, Bad Boy Records) и рэпер Западного побережья Тупак Шакур (и лос-анджелесский лейбл Шуга Найта, Death Row Records, частью которого он был), которые были убиты с разницей в полгода во время стрельбы из проезжающих мимо автомобилей. Орландо Андерсон (он же Бейби Лейн) был обвинён в убийстве Шакура, но он был застрелен весной 1998 года. Отставной детектив полиции Лос-Анджелеса Грег Кадинг в ходе расследования установил, что The Notorious B.I.G. был застрелен Уорделлом «Пучи» Фаусом (англ. Wardell «Poochie» Fouse), партнёром Шуга Найта, который умер 24 июля 2003 года, после выстрела в спину во время езды на мотоцикле в Комптоне. Кадинг считает, что Найт нанял Пучи через свою подругу, «Терезу Свон», чтобы убить Уоллеса в качестве мести за смерть Шакура, который, как утверждает Кадинг, был убит по приказу Комбса.

## Предыстория
Хип-хоп как субкультура возник в 70-х на улицах Нью-Йорка, вследствие чего в течение 80-х годов хип-хоп Восточного побережья оставался ведущим стилем жанра. Но в конце 80-х внимание аудитории постепенно склоняется к рэперам из Калифорнии, из которых самыми популярными стали Ice-T, MC Hammer и N.W.A Это вызвало недовольство восточных рэперов, которые и развязали вражду; в 1991 году рэпер Tim Dog выпустил трек «Fuck Compton», который являлся диссом на группу N.W.A. и других исполнителей из Калифорнии, в том числе и DJ Quik. Рэпер из Комптона Tweedy Bird Loc выпускает свой дисс под названием «Fucc The South Bronx» в ответ Tim Dog’у.
В конце 1992 года рэпер и битмейкер Dr. Dre выпустил на лейбле Death Row свой дебютный альбом «The Chronic», который в следующем году получил статус трехплатинового. В конце 1993 года на том же лейбле был выпущен дебютный альбом протеже Доктора Дре — рэпера из Лонг-Бич Snoop Dogg'а — «Doggystyle», который получил статус мультиплатинового. Таким образом, к началу 1994 года Death Row, возглавляемый Дре и Шугом Найтом, занял лидирующее положение на Западном побережье.

## Конфликт побережий

### Bad Boy против Death Row
В 1993 году рэпер Puff Daddy основал в Нью-Йорке звукозаписывающую студию Bad Boy Records. В следующем году на лейбле дебютировали молодой рэпер из Бруклина The Notorious B.I.G. (известный также как Biggie Smalls) и Craig Mack, работы которых получили коммерческий успех и, казалось, оживили хип-хоп Восточного побережья.
В это время калифорнийский рэпер Тупак (рождённый в Нью-Йорке), являвшийся основным конкурентом Ноториуса, публично обвинил того и его продюсера Шона Комбса в нападении, совершенном на Тупака в нью-йоркской звукозаписывающей студии 30 ноября 1994 года. Тогда же была выпущена композиция Бигги «Who Shot Ya?», которая была записана на оборотной стороне сингла «Big Poppa», записанного ещё до покушения (как утверждали Бигги и Комбс), однако большая часть рэперов восприняла этот трек как насмешку над Тупаком.

Тупак Шакур

В августе 1995 года владелец Death Row Шуг Найт на церемонии Source Awards в своей речи произнес несколько фраз, которые прямо задевали творчество Комбса. И хотя его речь была освистана публикой, это послужило началом конфликта лейблов.
Напряжение накалилось на вечеринке продюсера из Атланты Джермейна Дюпри, на которой присутствовали владельцы обоих лейблов. Там близкий друг Найта был ранен выстрелом в руку, и владелец Death Row обвинил Комбса в причастности к преступлению. В том же году Найт заплатил залог в 1,4 млн долларов за Тупака, который был подписан на Death Row Records. В октябре рэпер присоединился к лейблу в его вражде с Bad Boy.

### 2Pac и Biggie Smalls
Who shot ya? Separate the weak from the obsolete, hard to creep them Brooklyn streets.
The Notorious B.I.G.
“Who Shot Ya?”
Who shot me? But ya punks didn't finish now you 'bout to feel the wrath of a menace… Nigga, I hit ‘em up!
2Pac
“Hit 'Em Up”
Тупак совместно с группой Outlawz выпустил трек Hit 'Em Up, который являлся диссом не только на артистов Bad Boy, но и других врагов Шакура — Mobb Deep, Chino XL, Lil’ Kim. В течение 1995—1996 годов Шакур выпустил ещё несколько диссов на Бигги и его друзей, в которых прямо задевались и другие нью-йоркские рэперы — Nas, Jay-Z, LL Cool J и другие. В тандеме с Тупаком выступали его соратники по лейблу — Snoop Dogg, Tha Dogg Pound и другие. В результате конфликт двух рэперов перерос в войну побережий, в которой принимали участие даже фанаты исполнителей.
7 сентября 1996 года Тупак попал в стычку с Орландо Андерсоном — членом банды Southside Compton Crips; после этого на него было совершено покушение, и 13 сентября рэпер, не приходя в сознание, скончался.
Казалось, вражда побережий пошла на убыль, но 9 марта 1997 года был убит Бигги — так же, как и его соперник, в «драйв-бай» (обстрел из проезжающей мимо машины).

## Окончание конфликта

The Notorious B.I.G.

Убийство Бигги привлекло внимание общественности к т. н. «рэп-войне» и призвало к примирению обеих сторон. Рэперы обоих побережий, такие как Snoop Dogg, Chuck D, Doug E. Fresh и другие, посетили встречу на высшем уровне, провёденную Луисом Фарраханом в Чикаго, где они подписали договор единства, который включал в себя объединённый тур и альбом.
Впоследствии неоднократно приводились версии убийства рэперов — в числе убийц Тупака называли Орландо Андерсона, людей Комбса и в первую очередь Шуга Найта. В числе убийц Бигги называли его охранников; Шуг Найт заявил о том, что именно он «заказал» рэпера. Однако до сих пор эти преступления не раскрыты.